# Jeti Jargy

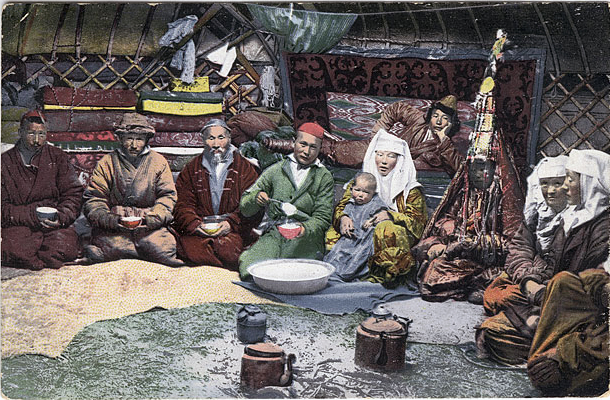
Intérieur d'une yourte Kazakhe.

Le Jeti Jargy (kazakh : Жеті Жарғы) est un ensemble de lois coutumières kazakhes, adopté apar le khanat kazakh sous le règne du khan Taouke khan (en). Il est connu aussi sous le nom de «Code du khan Taouke» ou «Lois du khan Taouke».

## Histoire
Des changements de structure politique ont rendu nécessaire de modifier la base juridique de l'organisation de la société kazakhe. Le changement juridique a été mené tout au long du XVIIe siècle et a donné naissance au «Jeti Jargy» (littéralement : sept dispositions législatives). Cet ensemble de lois a été conçu avec la participation de beys des trois jüz : Tole bi (en) de la grande jüz, Kazybek bi (ru) de la jüz moyenne et Aïteke bi (ru) de la petite jüz au début du XVIIIe siècle.
La procédure judiciaire a été fondée sur le droit coutumier (adat) et sur la loi islamique (charia). Le pouvoir judiciaire était détenu par les beys et dirigeants du peuple. Les cas particulièrement complexes étaient jugés par les beys. Certaines procédures étaient soumises aux sultans et aux khans. Ces juges recevaient une rémunération pour leurs services ainsi que divers présents.
Il est évident que l'ensemble de lois «Jeti Jargy» est tiré directement ou indirectement de la «Yassa» mongole introduite par Gengis Khan dans les steppes mongoles, qui devinrent au XIIIe siècle un territoire de la Coumanie.
Selon l'historien Moukhamedjan Tynychpayev (en), l'uniformité de l'application et de l'interprétation du «Jeti Jargy» sur tout le territoire du Khanat kazakh était assurée par une réunion annuelle de beys de toutes les jüz et tribus. Chaque année, à l'automne, les beys (ou juges des steppes) des trois jüz, mais aussi des beys kirghizes, karakalpaks, ainsi que des représentants d'autres peuples, se réunissaient pendant un à deux mois dans la ville de Khanabad sur la rive gauche de la rivière d'Angren à 40 verstes au sud de l'actuel Tachkent.

## Principales dispositions
Les principales dispositions du Jeti Jargy sont les suivantes :
- une loi foncière, dans laquelle était discutée la résolution des litiges sur les pâturages et les abreuvoirs.
- une loi sur la famille et le mariage, qui régule la façon dont doivent être conclus et dissous les mariages, les droits et devoirs des époux, et les droits de propriété des membres de la famille.
- une loi militaire régissant la conscription, la formation des unités et l'élection des chefs de guerre.
- une disposition concernant le processus judiciaire.
- une loi pénale, fixant des peines pour les différentes infractions à l'exception du meurtre.
- une loi fixant les sanctions pour les meurtres et les blessures corporelles graves.
- une loi sur les veuves régissant leurs possessions et leurs droits personnels, ainsi que ceux des orphelins, et les obligations de la communauté et de la famille du défunt à leur égard.

En plus de ces principes, le code fixait les peines encourues pour divers crimes ; il précisait le statut des différents membres de la société et la valeur de leur témoignage devant un tribunal. Il établissait également que les parents pouvaient vendre leurs enfants comme esclaves.
En plus du Jeti Jargy, d'autres lois étaient en vigueur comme le Code de Kassym khan (en) (kazakh : Қасым ханның қасқа жолы : Voie juste de Kassym khan (ru)) concernant le droit international et le code d'Essim khan (ru) (kazakh : Есім ханның ескі жолы Voie traditionnelle d'Essim khan).

## Liens
- La représentation de l'égalité de l'ordre tenge d'une société traditionnelle dans le discours du monument des droits XVII «Жеті Жарғы»
- (ru) A. M. Abikenova, « Représentation du genre dans la société traditionnelle kazakhe dans le texte du droit mémoriel du XVIIe siècle «Jeti Jargy» », Vestnik KarGU, Karaganda,‎ 2005 (lire en ligne, consulté le 5 novembre 2016).